# Zumholz
Zumholz es una población y antigua comuna suiza del cantón de Friburgo, situada en el distrito de Sense. Desde el 1 de enero de 2017 forma parte de la comuna de Plaffeien.

## Geografía
Limita al norte con la comuna de Alterswil, al noreste y este con Guggisberg (BE), al sur con Plaffeien y Oberschrot, y al oeste con Brünisried. 